# Distrito de Lince

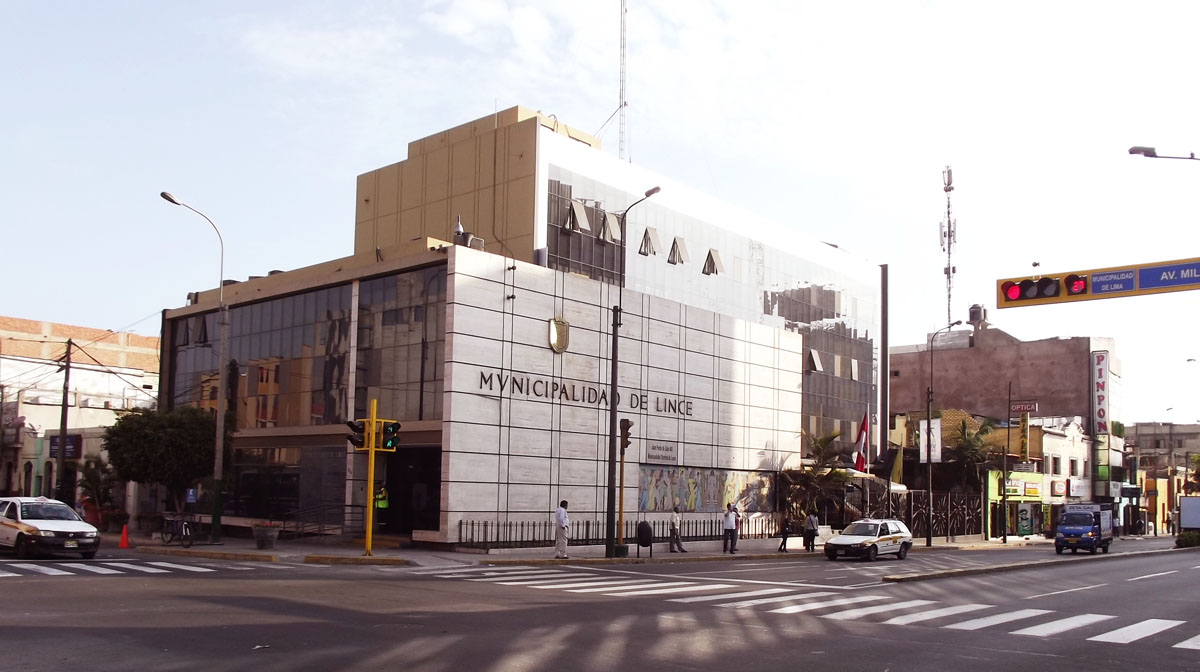
Municipalidad de Lince.

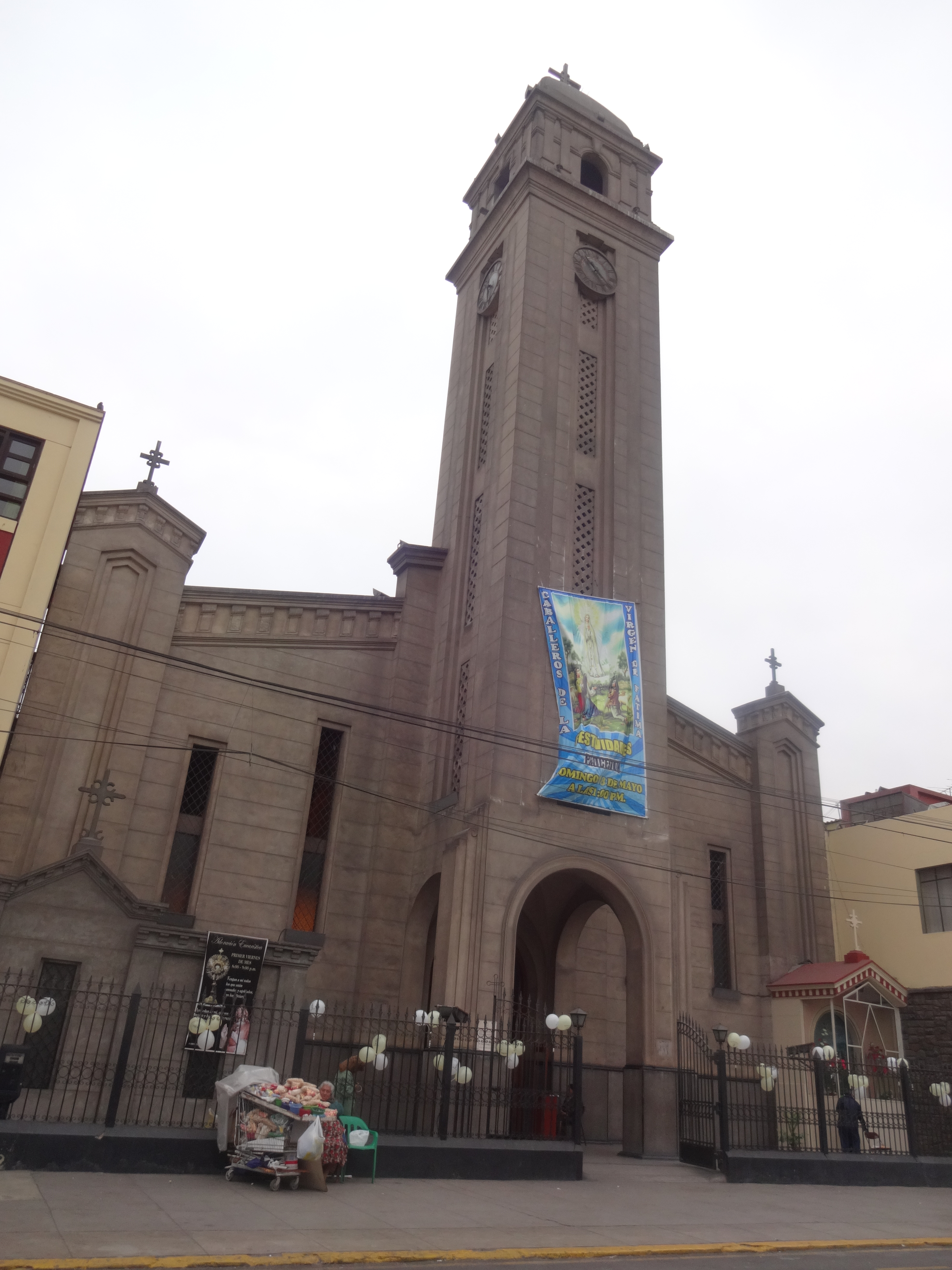
Parroquia de Santa Beatriz.

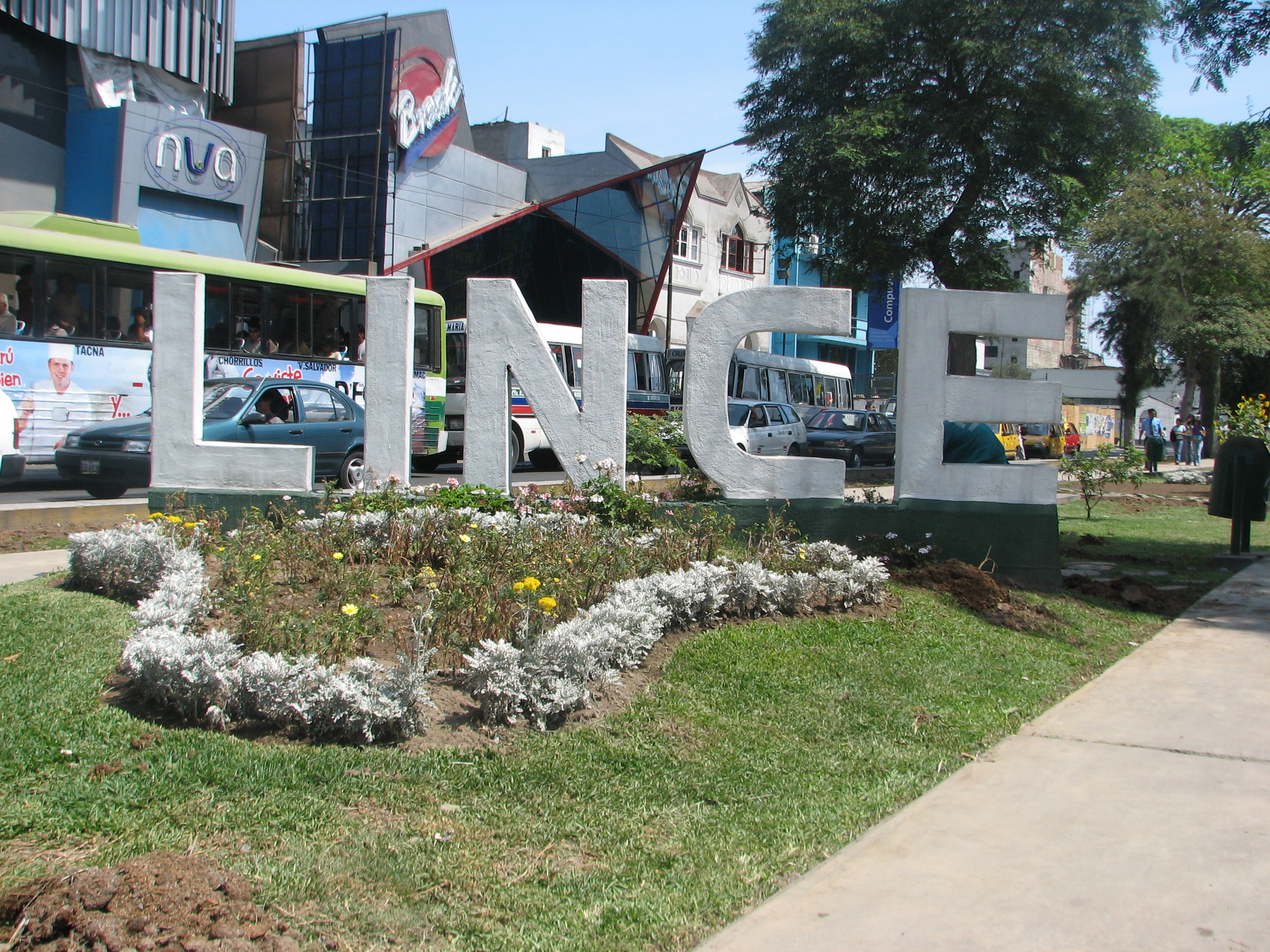
Nombre del distrito en su límite con el distrito de Lima, en la avenida Arequipa.

El distrito de Lince es uno de los cuarenta y tres distritos que conforman la provincia de Lima, ubicada en departamento homónimo, en el Perú. Limita al norte con los distritos de Jesús María y Lima, al este con el distrito de La Victoria, y al sur y oeste con el distrito de San Isidro.
Con una extensión de 3,03 km² y una altitud de 117 m s. n. m., es el distrito con menor superficie de Lima. Según el censo de 2017 del INEI, Lince registró una población de 54 711 habitantes, en su mayoría familias de nivel socioeconómico alto.

## Historia

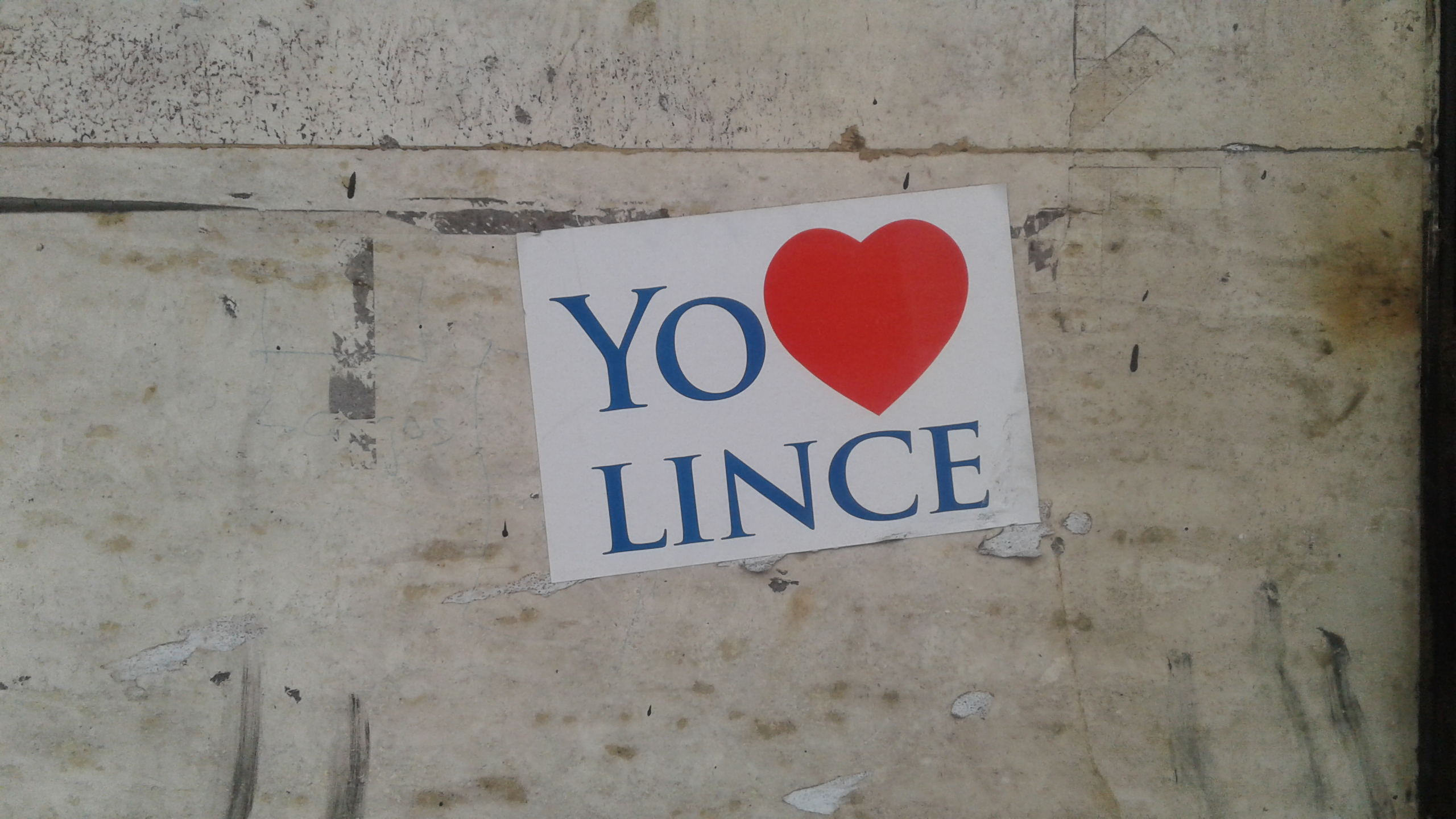
Fotografía en un mural, donde se hace referencia del cariño que se le tiene a Lince.

Fue creado por medio del Decreto Ley N.º 8281 promulgada el 18 de mayo de 1936, segregándose de los distritos de San Isidro y Miraflores, siendo Clemente J. Revilla, presidente del Congreso Constituyente, durante el gobierno de Óscar R. Benavides.
Su primer alcalde fue Juan R. Velásquez, nombrado el 27 de septiembre de 1945 por la Junta Municipal Transitoria para un periodo de tres años, que abarcó desde el 10 de octubre de 1945 hasta el 14 de marzo de 1948. Este burgomaestre consolidó los límites del distrito e inauguró las primeras obras públicas, entre las que se destacan la plaza del Bombero y el monumento a los Bomberos.

## Geografía y límites distritales

### Ubicación
El distrito de Lince se ubica a 4 kilómetros del sur del centro histórico de Lima, y forma parte de la subregión Lima Centro. Cuenta con una superficie de 3,03 km² y su altitud media es de 117 m s.n.m.

### Límites
Limita al norte, con los distritos de Jesús María y Lima, por medio de los jirones Domingo Cueto y Manuel Ascencio Segura. Luego, limita al este, con el distrito de La Victoria, a través del paseo de la República. Posteriormente, limita al sur, con el distrito de San Isidro, mediante las avenidas Javier Prado Este y Prolongación Iquitos, la calle Percy Gibson, y las avenidas Arequipa y General Trinidad Morán. Después, el límite parte por medio del jirón Mama Ocllo, las calles Luis Pasteur, Los Laureles y Barcelona. Enseguida, limita al oeste, también con el distrito de San Isidro, a través de la avenida Guillermo Prescott. Y finalmente, limita al noroeste, nuevamente con el distrito de Jesús María, mediante la avenida General Felipe Salaverry, y los jirones Belisario Flores y Cápac Yupanqui.
| Noroeste: Jesús María | Norte: Jesús María / Lima | Nordeste: La Victoria |
| Oeste: San Isidro     |                           | Este: La Victoria     |
| Suroeste: San Isidro  | Sur: San Isidro           | Sureste: San Isidro   |

## Estructura urbana
El distrito es atravesado por las transitadas avenidas de Arequipa, Petit Thouars, Prolongación Iquitos y General Juan Álvarez de Arenales. Asimismo, tiene como principales vías a las avenidas César Canevaro, José Gálvez, César Vallejo, Risso, Belisario Flores y Ricardo Rivera Navarrete.
La plaza principal del distrito es el parque Pedro Ruiz Gallo, frente al cual se ubica la Municipalidad Distrital. Un parque de mayores dimensiones es el Mariscal Ramón Castilla, considerado uno de los grandes pulmones de la ciudad de Lima, y uno de los más recreativos y turísticos del distrito.
Su principal templo es la iglesia Santa Beatriz. En la denominada zona Lobatón, se encuentran el templo parroquial de Nuestra Señora del Sagrado Corazón y el colegio parroquial San Tarsicio. En dicha zona, también está el parque del Bombero, donde se erige el gran monumento a los bomberos inaugurado en 1947 por el primer alcalde de Lince. Más cerca al parque Ramón Castilla, se encuentra la Parroquia de Santa Rosa de Lima, fundada por los padres de la Sociedad de Maryknoll, junto con un colegio parroquial, ambos administrados por sacerdotes de la diócesis de Lima.
El mayor centro educativo público lo constituye el Colegio Nacional Melitón Carvajal, construido en los década de 1950. Asimismo, en este distrito se encuentra el primer colegio municipal de la República del Perú, Micaela Bastidas de Condorcanqui.
Asimismo, es sede del Touring y Automóvil Club del Perú y de la Compañía de Bomberos Voluntarios.
En 2015, la Asociación Peruana de Empresas de Investigación de Mercados (APEIM) publicó un estudio sobre los distritos más acomodados de Lima. Lince se encontró en el número 6, después de los distritos de San Isidro, Santiago de Surco, San Borja, La Molina y Miraflores, manteniendo la supremacía sobre los otros distritos de clase media y media alta limeña: Jesús María, Pueblo Libre, Magdalena del Mar, Barranco, Chorrillos y San Miguel.

## Demografía
En el censo del 2017, Lince registró una población de 54 711 habitantes y una densidad de 18 056 personas por kilómetro cuadrado. Los cuatro quintos de la población de Lince pertenecen al estrato medio alto con ingresos entre los 1450 y 2400 soles; mientras que, la quinta parte restante corresponde al estrato alto con ingresos superiores a los 2400 soles. El índice de desarrollo humano del distrito es muy alto, su valor es de 0.8424, por lo que, se ubica en el segundo lugar entre todos los distritos del Perú.

## División Administrativa
El cuadro muestra el centro poblado que pertenece al distrito de Lince.
| Centro Poblado | Tipo de Centro Poblado |
| -------------- | ---------------------- |
| Lince          | Urbano                 |

## Autoridades

### Municipales
| Cargo     | Autoridad electa                  | Partido político | Partido político   |
| --------- | --------------------------------- | ---------------- | ------------------ |
| Alcaldesa | Malca Schnaiderman Lara           |                  | Renovación Popular |
| Regidor   | Alberto Weinberger Torres         |                  | Renovación Popular |
| Regidora  | Cecilia Irene Cárdenas Cárdenas   |                  | Renovación Popular |
| Regidor   | Roque Edgardo Guanilo Ríos        |                  | Renovación Popular |
| Regidora  | Andrea Paola Vásquez Álvarez      |                  | Renovación Popular |
| Regidor   | Jorge Segundo Miyagui Nakandakare |                  | Renovación Popular |
| Regidora  | Zelmira Berenice Martell Condor   |                  | Renovación Popular |
| Regidora  | Ysabel Victoria Llerena Zambrano  |                  | Partido Morado     |
| Regidora  | Lucila Ortiz Salinas De Chira     |                  | Partido Morado     |
| Regidora  | Tania Lorena Miranda Sánchez      |                  | Somos Perú         |

### Comisarías de Lince
- Comisaría PNP Lince

Comisario: Cmte. PNP Daniel Eleodoro GUIVAR ZUMAETA

### Religiosas
Lince es un distrito que respeta la "Libertad Religiosa", como lo señala la Constitución Política del Perú y la Ley N.º 29635.
- Iglesia Camino de Vida Lince
  - Pastor: Taylor Barriguer
- Parroquia Santa Beatriz
  - Párroco: Luis Miguel Gamboa
- Parroquia Santa Rosa de Lima
  - Párroco: Víctor Solís Alfageme
- Iglesia Asambleas de Dios - Tabernáculo Evangélico
  - Pastora: Ruth María Zambrano Palomino de Sepúlveda
- Iglesia Alianza Cristiana y Misionera - Lince[11]
  - Pastor Titular: Ps. Wilson Chávez
- I.E.P. Alberto Benjamín Simpson
  - Directora: Teresa de Jesús Arévalo Carrión

## Instituciones Educativas
Primaria y secundaria
- Colegio Albert Einstein
- Colegio Alberto Benjamín Simpson
- Colegio Alborada
- Colegio de Aplicación de la Universidad de San Marcos
- Colegio Bhonner
- Colegio César Vallejo de América
- Colegio Christa McAuliffe
- Colegio Dalton
- Colegio Divina Trinidad
- Colegio Los Ángeles
- Colegio María Inmaculada
- Colegio Mi Hogar y Escuela
- Colegio Micaela Bastidas de Condorcanqui
- Colegio Nacional Melitón Carvajal
- Colegio Parroquial Santa Rosa de Lima
- Colegio República de Chile
- Colegio Saco Oliveros
- Colegio San Tarsicio
- Colegio Sor Inés
- Colegio José Baquíjano y Carrillo

Superior
- Instituto de Educación Superior Centro Peruano de Estudios Bancarios (CEPEBAN)
- Instituto de Educación Superior Wernher Von Braun
- Instituto Sabio Nacional Antúnez de Mayolo (ISAM)

## Transporte

### Metropolitano
- Estación Canadá: ubicado en el cruce de las avenidas Paseo de la República y Canadá.
- Estación Javier Prado: ubicado en el cruce del paseo de la República y la avenida Javier Prado Este.

## Festividades
- 29 de mayo: aniversario de la creación del distrito.

## Galería de imágenes

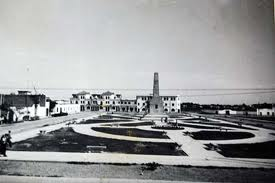
Parque del Bombero. Actualmente, el monumento central ha sido demolido.
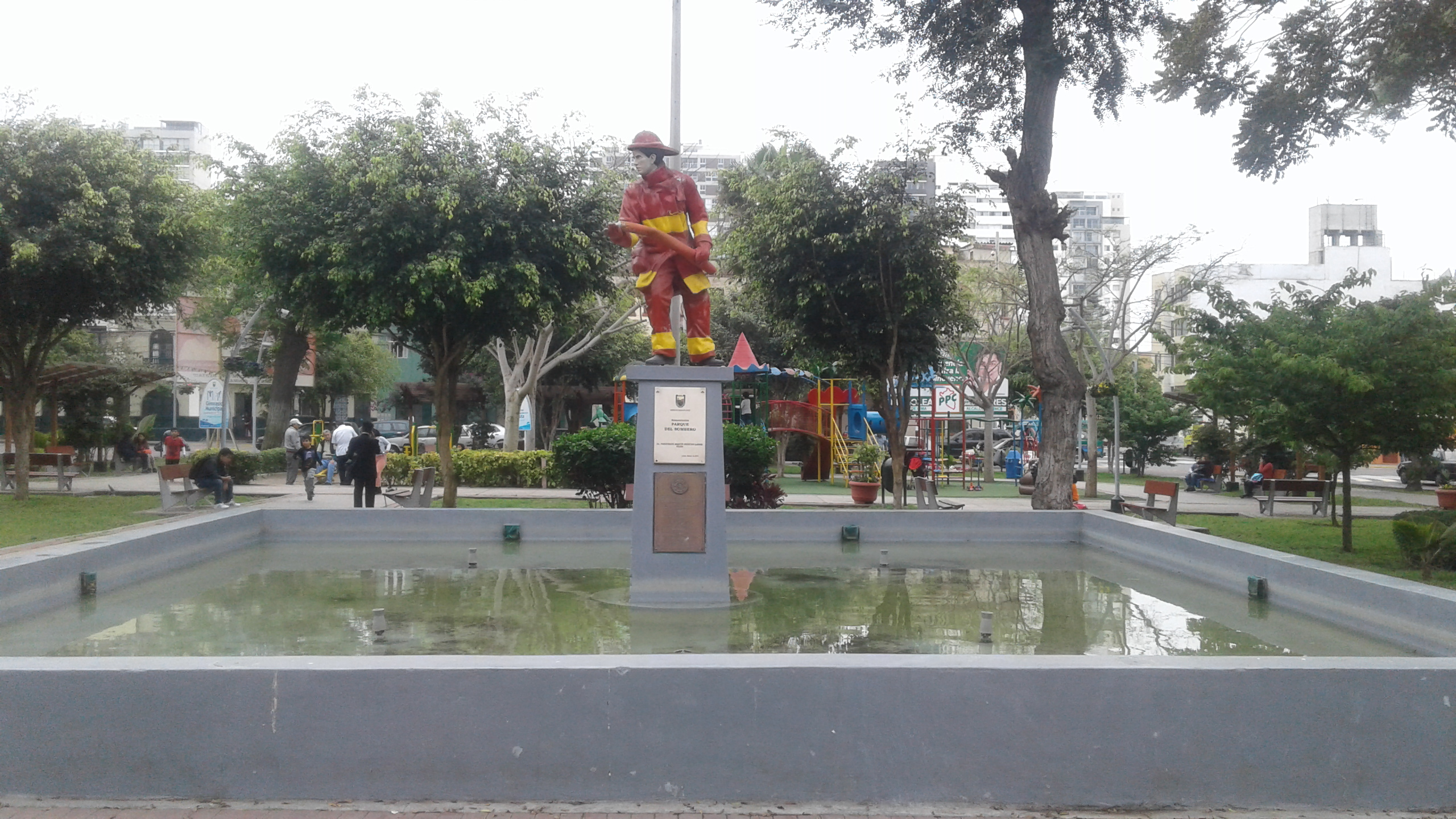
Parque del Bombero en la actualidad.
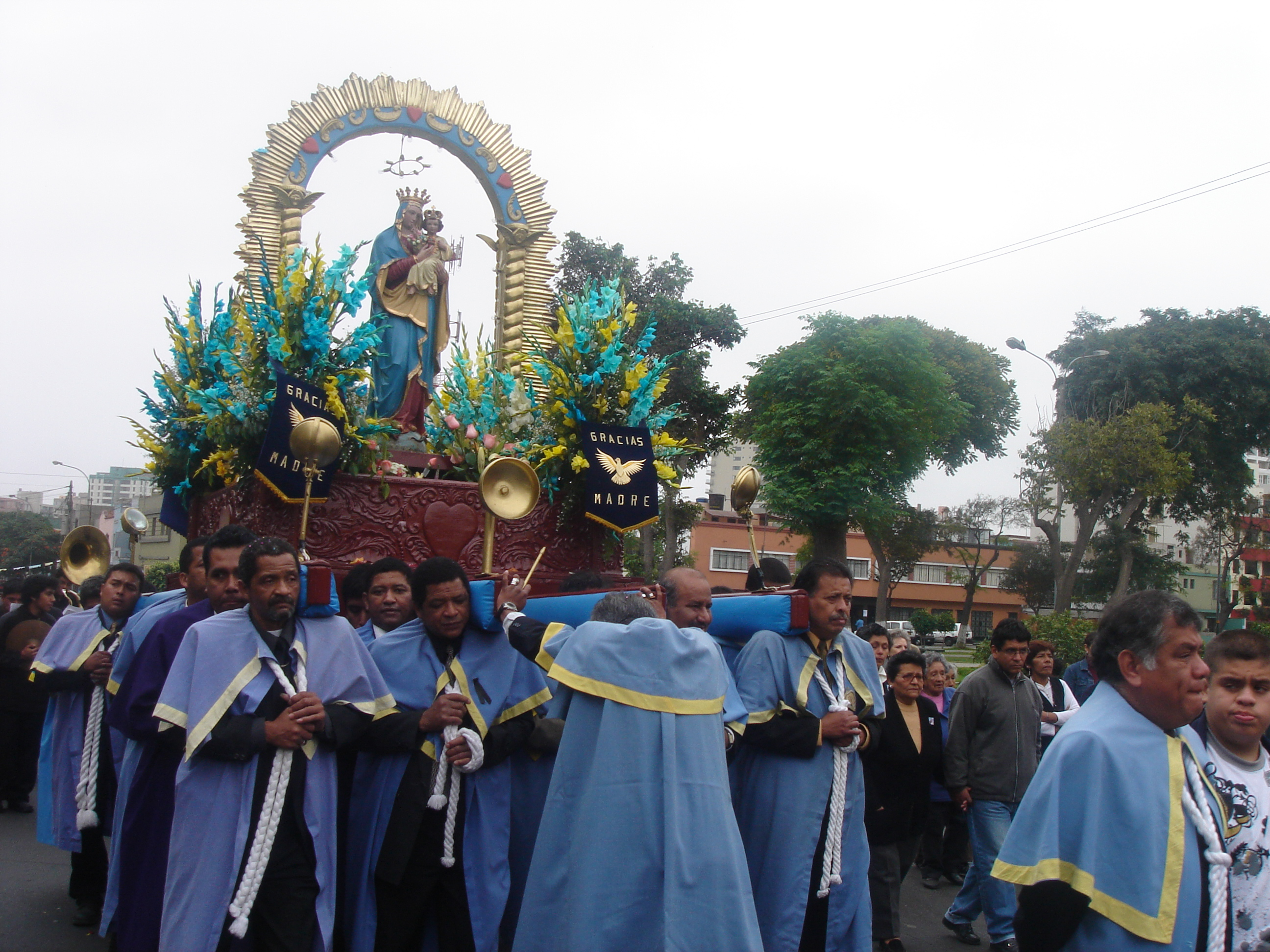
Procesión de Nuestra Señora del Sagrado Corazón de Lince.
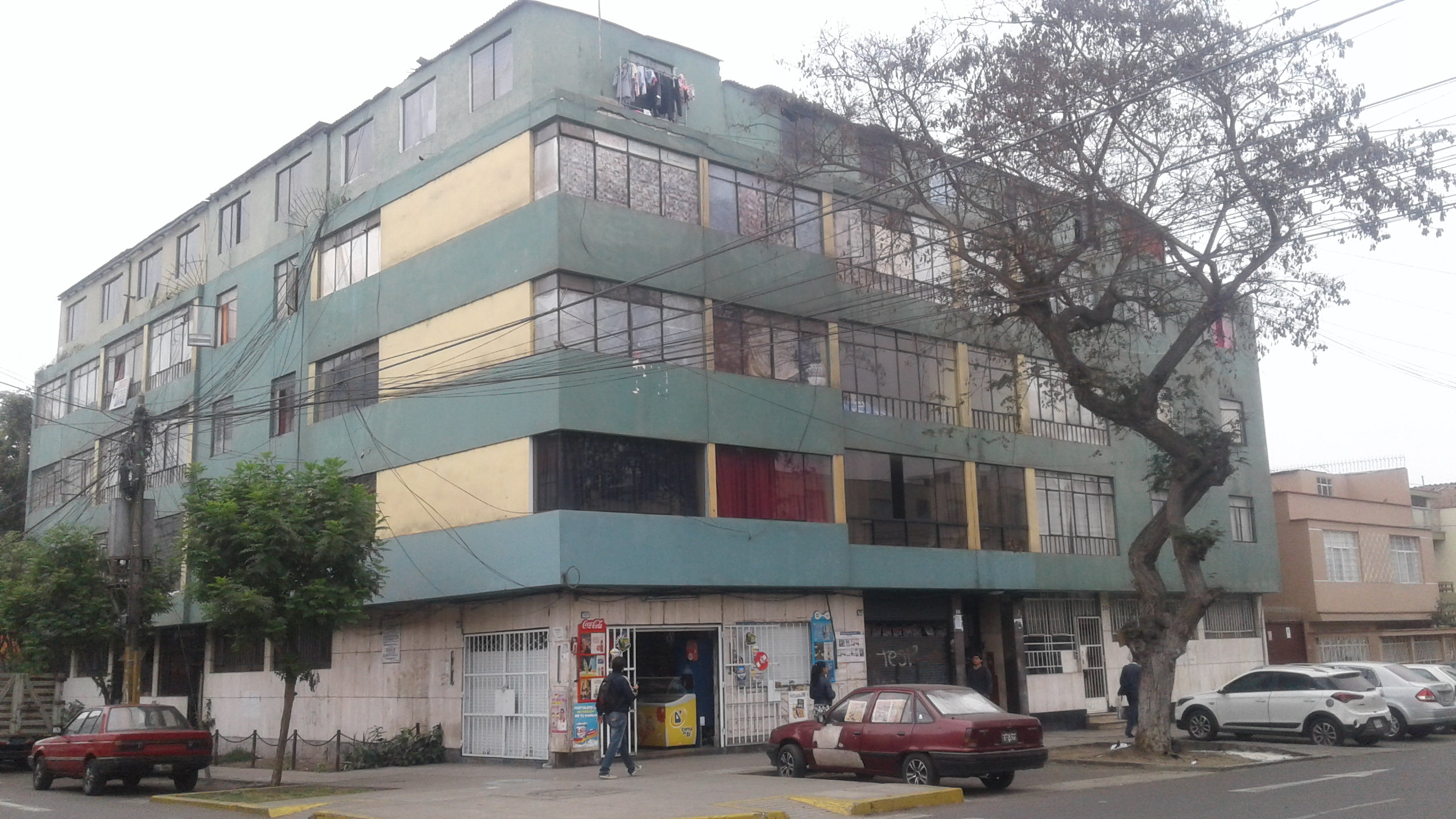
Esquina histórica donde está ubicada la placa cívica en honor a la banda Los Saicos.
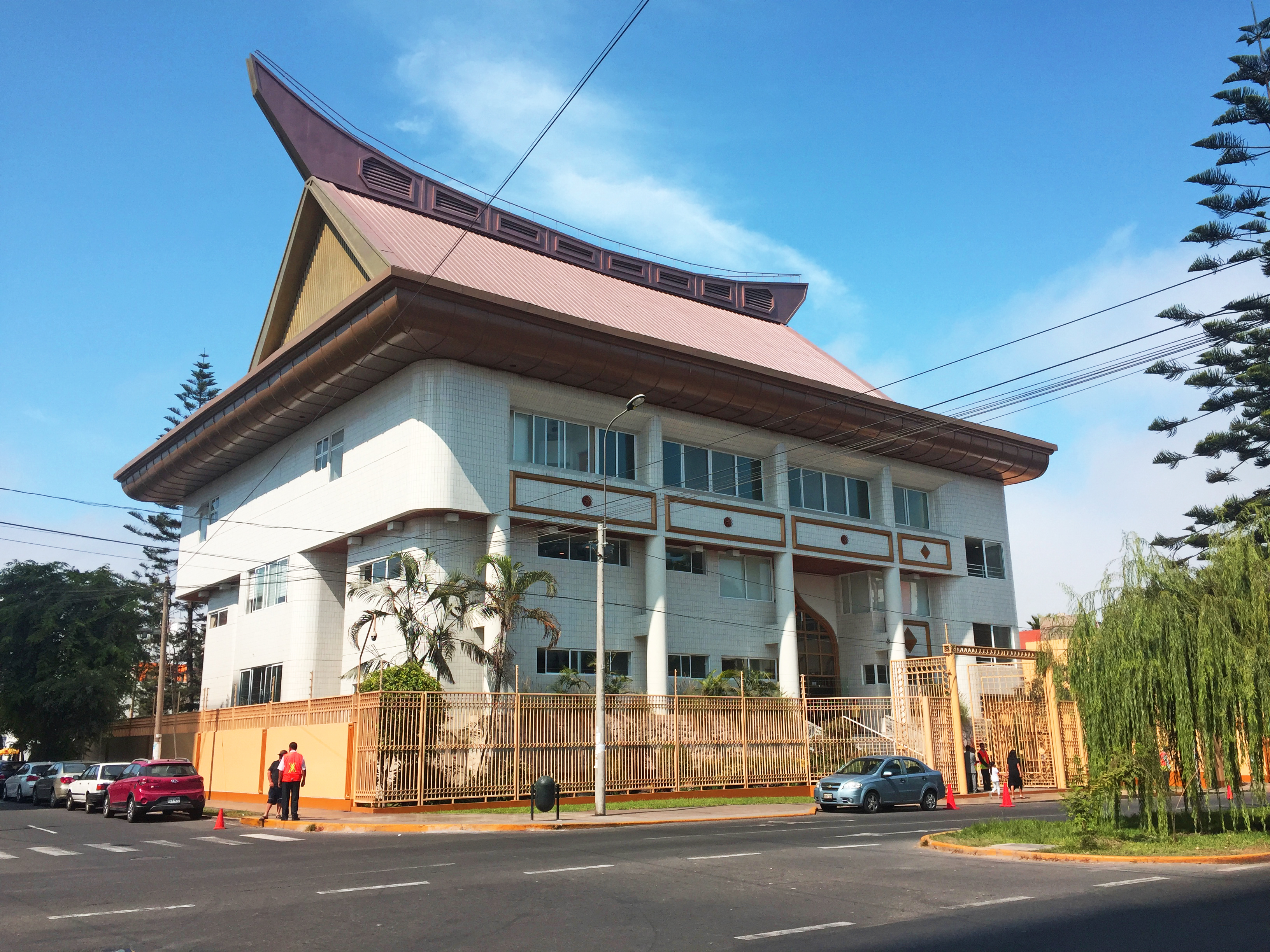
Dai Dojo de la Asociación Sukyo Mahikari.
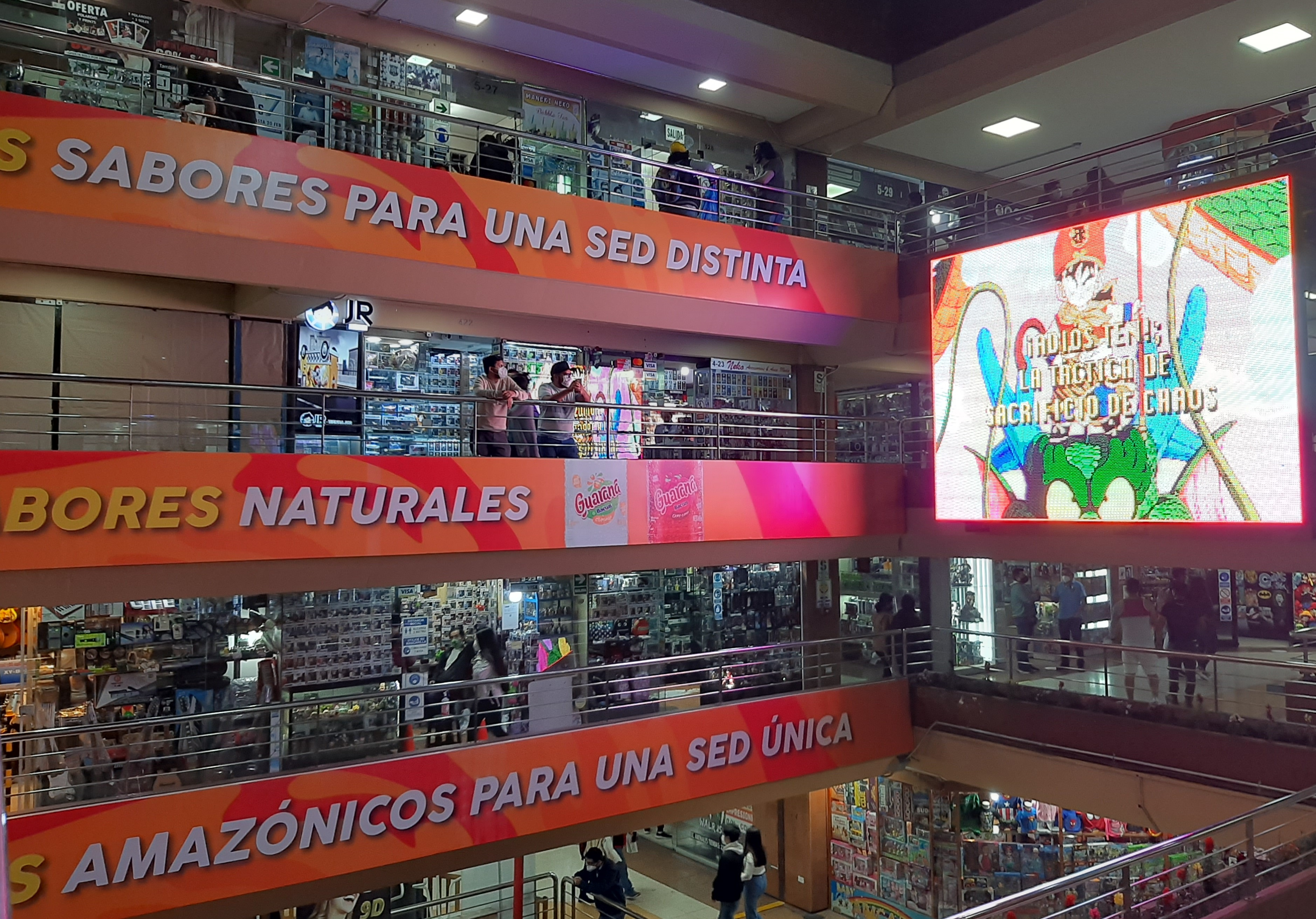
Vista interior del Centro Comercial Arenales, popular por sus productos de anime y kpop.
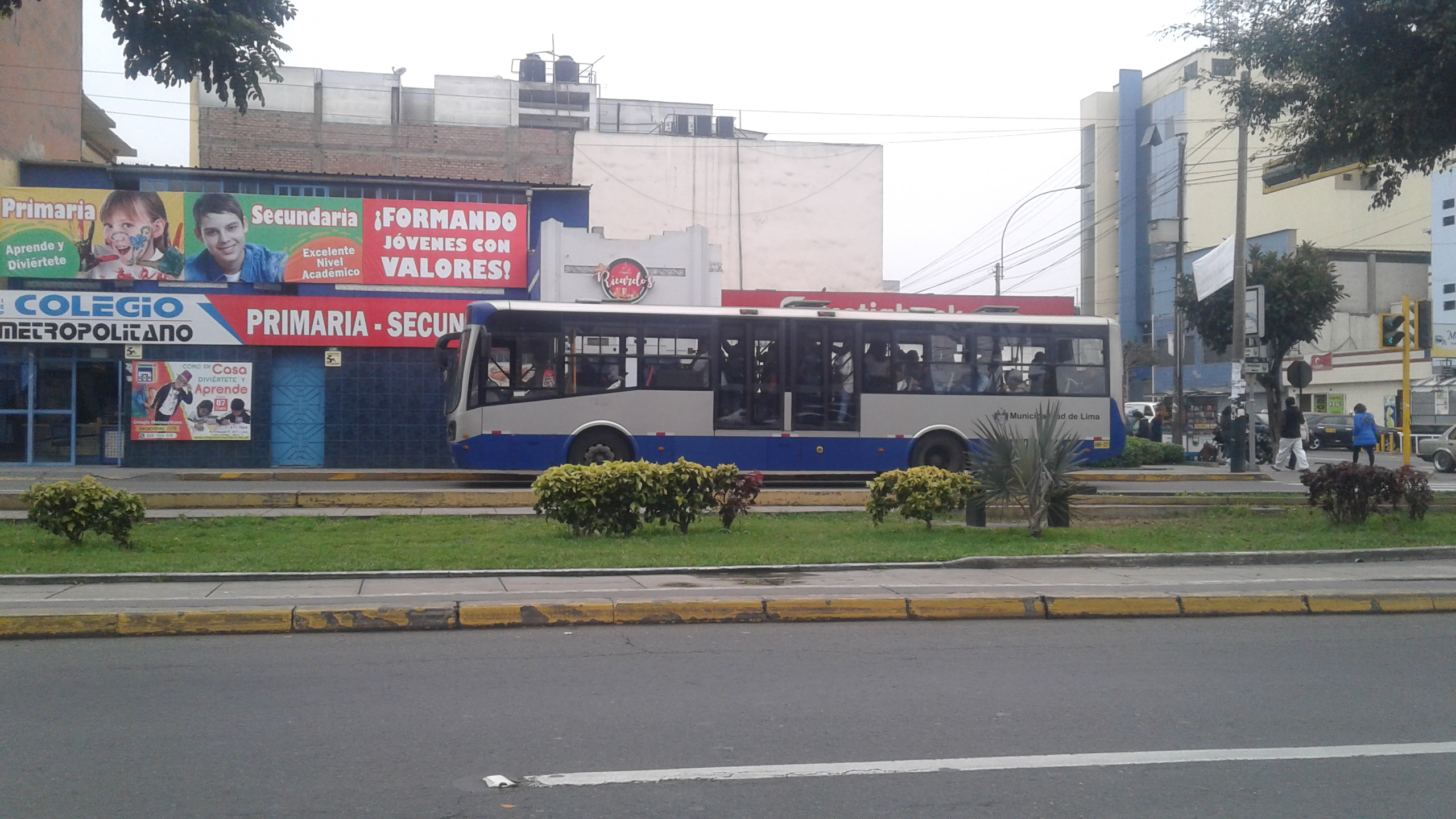
Línea de transporte del Corredor Azul.